# Antón Barrutia Iturriagoitia
Antón Barrutia Iturriagoitia   (Iurreta, 13 de juny de 1933 - Galdakao, 13 de juliol de 2021) va ser un ciclista basc, que fou professional entre 1953 i 1966. Durant la seva carrera esportiva aconseguí 52 victòries, entre les quals destaquen 7 etapes a la Volta a Espanya i la Volta a Andalusia de 1963. El seu germà Cosme també fou un ciclista professional.
Era un ciclista que anava bé en tots els terrenys, aconseguint un gran nombre de victòries en curses regionals. A banda de practicar el ciclisme en carretera també es dedicà al ciclocròs, en què aconseguí dos Campionats d'Espanya i una quarta posició al Campionat del món de ciclocròs de 1960, sent encara la millor actuació d'un ciclista espanyol en aquesta competició fins al moment. Aquest mateix any arribà primer al Campionat d'Espanya, però fou desqualificat, i el títol passà a mans de José Luis Talamillo.
Un cop retirat exercí de director de l'equip KAS durant els anys daurats d'aquest equip.

## Palmarès
- 1953
  - 1r al Gran Premi de Laudio
  - Vencedor d'una etapa a la Volta a Astúries
- 1954
  - 1r al Gran Premi de Laudio
  - 1r al Circuit de Getxo
  - Vencedor de 2 etapes del Gran Premi Ajuntament de Bilbao
- 1955
  -  Campió d'Espanya de ciclocròs
  - Vencedor d'una etapa de la Volta a Andalusia
  - 1r a la Pujada a Arrate
- 1956
  -  Campió d'Espanya de regions de contrarellotge
  - 1r a la Pujada a Arrate
  - Vencedor d'una etapa a la Volta a Astúries
- 1957
  - 1r del Gran Premi de la Bicicleta Eibarresa
  - Vencedor d'una etapa de la Volta a Llevant
- 1959
  - Vencedor d'una etapa de la Volta a Espanya
- 1960
  - Vencedor d'una etapa de la Volta a Espanya
- 1961
  -  Campió d'Espanya de ciclocròs
  - 1r a la Pujada al Naranco
  - 1r al Circuit de Getxo
  - Vencedor d'una etapa del Circuito Montañés
- 1962
  -  Campió d'Espanya de regions de contrarellotge
  - Vencedor d'una etapa de la Volta a Espanya
  - Vencedor d'una etapa del Circuito Montañés
- 1963
  - 1r a la Volta a Andalusia i vencedor de 2 etapes
  - 1r a la Clàssica d'Ordizia
  - Vencedor de 2 etapes a la Volta a Espanya
  - Vencedor d'una etapa de la Volta a Catalunya
- 1964
  - 1r a la Volta a la Rioja i vencedor de 2 etapes
  - Vencedor de 2 etapes a la Volta a Espanya

### Resultats a la Volta a Espanya
- 1956. 20è de la classificació general
- 1957. 26è de la classificació general
- 1959. Abandona. Vencedor d'una etapa
- 1960. Abandona. Vencedor d'una etapa
- 1962. 34è de la classificació general. Vencedor d'una etapa
- 1963. 11è de la classificació general. Vencedor de 2 etapes
- 1964. 34è de la classificació general. Vencedor de 2 etapes
- 1965. Abandona

### Resultats a la Tour de França
- 1957. Abandona (5a etapa)
- 1963. Abandona (11a etapa)
- 1964. 73è de la classificació general